# Фиумефредо ди Сичилия
Фиумефрѐдо ди Сичѝлия (на италиански: Fiumefreddo di Sicilia, на сицилиански Ciumifriddu, Чумифриду) е град и община в Южна Италия, провинция Катания, автономен регион и остров Сицилия. Разположен е на 62 m надморска височина. Населението на общината е 9835 души (към 2010 г.).